# Абакумова, Мария Васильевна
Мари́я Васи́льевна Абаку́мова (род. 15 января 1986, Ставрополь) — российская легкоатлетка (метание копья), рекордсменка России, заслуженный мастер спорта России. Лейтенант ВС РФ.

## Биография
Первым тренером была Комарова Ирина Владимировна, которая учила её около 8 лет, пока она не переехала в Краснодар. С ней, вплоть до 2007 она ездила на все соревнования и чемпионаты.
21 августа 2008 года на Олимпийских играх в Пекине на Национальном стадионе под непрекращающимся дождём состоялся финал в метании копья у женщин. С первой же попытки 22-летняя Абакумова захватила лидерство, послав снаряд на 69 м 32 см. Во второй попытке метнула на 69 м 8 см, а в 4-й ей удался бросок на 70 м 78 см — новый европейский рекорд и лишь на 92 см хуже мирового рекорда кубинки Ослейдис Менендес (71 м 70 см). Перед последней 6-й попыткой Абакумова опережала идущую второй чемпионку мира 2007 года чешку Барбору Шпотакову на 1 м 56 см. Шпотакова метнула на 71 м 42 см (лишь на 28 см хуже мирового рекорда) и вышла в лидеры, побив установленный несколькими минутами ранее рекорд Европы. Абакумова последним броском послала копьё на 67 м 52 см и осталась второй. До начала Игр личный рекорд Абакумовой был 65 м 71 см. Таким образом, на Олимпиаде она 5 раз метала дальше своего прежнего личного рекорда, улучшив его в итоге более чем на 5 метров.
13 сентября 2016 года стало известно, что Абакумова лишена серебряной медали из-за положительной допинг-пробы. В пробе было обнаружено запрещённое вещество туринабол.
На чемпионате мира 2011 года в Тэгу Абакумова во второй попытке финала установила новый рекорд России — 71 м 25 см. В пятой попытке Шпотакова вышла на первое место, послав копьё на 71 м 58 см, но Абакумова метнула на 71 м 99 см, ещё раз обновив рекорд России, и показав второй результат в истории женского метания копья. Выше был только мировой рекорд Шпотаковой (72 м 28 см). В итоге Абакумова первой из россиянок стала чемпионкой мира в этой дисциплине, установив национальный рекорд и рекорд чемпионатов мира.

### Дисквалификация
В 2018 году после перепроверки допинг-проб с Олимпийских игр 2008 года и чемпионата мира 2011 года была дисквалифицирована на 4 года за нарушение антидопинговых правил, все её результаты, показанные с 21 августа 2008 года по 20 августа 2012 года, были аннулированы.

## Личная жизнь
Замужем за российским копьеметателем Дмитрием Тарабиным. 17 июня 2014 года у них родились две дочери. Чуть позже появился мальчик в 2018 году, а в 2023 году снова стала мамой второго мальчика..

### Награды
- Медаль ордена «За заслуги перед Отечеством» II степени — За большой вклад в развитие физической культуры и спорта, высокие спортивные достижения на Играх XXIX Олимпиады 2008 года в Пекине[8]
- Почётная грамота Президента Российской Федерации (19 июля 2013 года) — за высокие спортивные достижения на XXVII Всемирной летней универсиаде 2013 года в городе Казани[9]

## Основные результаты
| Год  | Соревнование                    | Город                  | Место | Спортивный результат | Примечание     |
| ---- | ------------------------------- | ---------------------- | ----- | -------------------- | -------------- |
| 2003 | Чемпионат мира среди юношей     | Шербрук, Канада        | 4-я   | 51.41 м              |                |
| 2004 | Чемпионат мира среди юниоров    | Гроссето, Италия       | 13-я  | 43.95 м              |                |
| 2005 | Чемпионат Европы среди юниоров  | Каунас, Литва          | 1-я   | 57.11 м              |                |
| 2007 | Чемпионат мира                  | Осака, Япония          | 7-я   | 61.43 м              |                |
| 2009 | Чемпионат мира                  | Берлин, Германия       | 3-я   | 66.06 м              |                |
| 2009 | Мировой легкоатлетический финал | Салоники, Германия     | 1-я   | 64.60 м              |                |
| 2010 | Зимний кубок Европы             | Арль, Франция          | 2-я   | 65.21 м              |                |
| 2010 | Чемпионат Европы                | Барселона, Испания     | 5-я   | 61.46 м              |                |
| 2010 | Континентальный кубок           | Сплит, Хорватия        | 1-я   | 68.14 м              | Рекорд турнира |
| 2011 | Чемпионат мира                  | Тэгу, Южная Корея      | 1-я   | 71.99 м              | Рекорд турнира |
| 2012 | Олимпийские игры                | Лондон, Великобритания | 10-я  | 59.34 м              |                |
| 2013 | Чемпионат мира                  | Москва, Россия         | 3-я   | 65.09 м              |                |